# Ансьенвиль
Ансьенви́ль (фр. Ancienville) — коммуна во Франции, находится в регионе Пикардия. Департамент коммуны — Эна. Входит в состав кантона Вилле-Котре. Округ коммуны — Суассон.
Код INSEE коммуны — 02015.

## Население
Население коммуны на 2010 год составляло 73 человека.
| 1962 | 1968 | 1975 | 1982 | 1990 | 1999 | 2010 |
| ---- | ---- | ---- | ---- | ---- | ---- | ---- |
| 79   | 60   | 46   | 32   | 34   | 78   | 73   |

## Экономика
В 2010 году среди 50 человек трудоспособного возраста (15—64 лет) 43 были экономически активными, 7 — неактивными (показатель активности — 86,0 %, в 1999 году было 71,7 %). Из 43 активных жителей работали 38 человек (20 мужчин и 18 женщин), безработных было 5 (3 мужчин и 2 женщины). Среди 7 неактивных 2 человека были учениками или студентами, 2 — пенсионерами, 3 были неактивными по другим причинам.